# Gerard Nus Casanova
Gerard Nus Casanova (Tarragona, España, 31 de enero de 1985) es un entrenador de fútbol español que actualmente ejerce como asistente de la Selección de fútbol de Grecia.

## Trayectoria
Gerard Nus comenzaría su trayectoria en los banquillos siendo ayudante de Rafa Benítez en el Liverpool FC y dirigiendo a su equipo juvenil desde 2007 a 2010.
El 1 de diciembre de 2010, firma como segundo entrenador de Hae-seong Jeong en el Chunnam Dragons de la K League 1 de Corea del Sur, en el que permanecería durante dos temporadas.
En julio de 2012, firma como coordinador de la cantera del equipo inglés del Brighton & Hove Albion Football Club.
El 1 de septiembre de 2013, firma como segundo entrenador del Melbourne City Football Club de la A-League, donde trabajaría en los cuerpos técnicos de John van 't Schip y de John Aloisi.
El 20 de diciembre de 2014, firma segundo entrenador de Avram Grant en la Selección de fútbol de Ghana.
El 1 de agosto de 2015, regresa a España para convertirse en director general de Deportes del Elche CF.
En la temporada 2016-17, llega al Rayo Vallecano de la mano de Ramón Planes para formar parte de la secretaría técnica. Aunque apenas unas semanas en su nuevo club tuvo que marcharse a para ser entrenador del Rayo Oklahoma City, al que dirigió hasta su desaparición en diciembre de 2016. 
A principios de 2017, volvió a firmar como segundo entrenador de Avram Grant en la Selección de fútbol de Ghana una etapa en la que permaneció siete semanas en un hotel esperando que la Federación de Fútbol de Ghana le pagara.
En febrero de 2017, regresa a España para acompañar a Ramón Planes en la Dirección Deportiva del Rayo Vallecano hasta el final de la temporada. 
En la temporada 2017-18 trabajaría secretaría técnica del club de Vallecas, hasta marcharse en diciembre de 2017 para firmar por un club de Kazajistán.
El 21 de diciembre de 2017, firma como entrenador del FC Irtysh Pavlodar de la Super Liga de Kazajistán, en el que trabaja hasta abril de 2018.
El 1 de diciembre de 2018, firma como coordinador de la cantera del AFC Eskilstuna de la Superettan sueca.
El 25 de agosto de 2020, firma como entrenador del NorthEast United de la Superliga de India, al que dirige hasta enero de 2021.
El 15 de noviembre de 2021, firma como entrenador del Club Deportivo Vista Hermosa de la Primera División de El Salvador.
El 7 de julio de 2022, firma como segundo entrenador de Gustavo Poyet en la Selección de fútbol de Grecia.

## Clubes

### Como entrenador
| Club                                                             | País           | Año             |
| ---------------------------------------------------------------- | -------------- | --------------- |
| Liverpool FC Juvenil                                             | Inglaterra     | 2007-2010       |
| Chunnam Dragons (2º Entrenador)                                  | Corea del Sur  | 2010-2012       |
| Brighton & Hove Albion Football Club (Coordinador de la cantera) | Inglaterra     | 2012-2013       |
| Melbourne City Football Club (2º Entrenador)                     | Australia      | 2013-2014       |
| Selección de fútbol de Ghana (2º Entrenador)                     | Ghana          | 2014-2015       |
| Elche CF (Director General de Deportes)                          | España         | 2015-2016       |
| Rayo Vallecano (Secretario Técnico)                              | España         | 2016            |
| Rayo Oklahoma City                                               | Estados Unidos | 2016            |
| Selección de fútbol de Ghana (2º Entrenador)                     | Ghana          | 2017            |
| Rayo Vallecano (Director Deportivo)                              | España         | 2017            |
| FC Irtysh Pavlodar                                               | Kazajistán     | 2017-2018       |
| AFC Eskilstuna (Coordinador de la cantera)                       | Suecia         | 2018-2019       |
| NorthEast United                                                 | India          | 2020-2021       |
| Club Deportivo Vista Hermosa                                     | El Salvador    | 2021-2022       |
| Selección de fútbol de Grecia (2º Entrenador)                    | Grecia         | 2022-actualidad |